# Oshumare Dorsa
Gli Oshumare Dorsa sono una struttura geologica della superficie di Venere.